# 卢卡斯·恩梅查
卢卡斯·奥凯丘库·恩梅查（德語：Lukas Okechukwu Nmecha，1998年12月14日—）是一位具有尼日利亚血统的德国足球运动员，自2021-22赛季起加盟德甲俱乐部沃尔夫斯堡，現效力於英超球隊列斯聯，于场上可司职前锋或翼锋。在国家队层面上，他先是代表各级英格兰青年足球代表队出战，之后又被召入德国国家足球队。

## 早期生涯
卢卡斯·恩梅查出生于德国汉堡，其母亲为德国人，父亲则来自尼日利亚。他有两个弟弟：费利克斯和萨拉，其中前者也是一位足球运动员。自2007年起，恩梅查举家移居英国。

## 俱乐部生涯
移居曼彻斯特威森肖的恩梅查在其九岁那年的一场小学校队比赛中被曼彻斯特城球探相中，从而加入该俱乐部的青训营，并在各级青年队效力了十数年，参加过包括欧洲青年联赛在内的各类赛事。2017年12月19日，他在佩普·瓜迪奥拉麾下完成职业生涯首秀，于对阵莱斯特城的联赛杯四分之一决赛中于常规时间结束前被替换换上场，并在点球大战中为曼城射入第3球。2018年1月，曼城将恩梅查的合同续签三年，至2021年6月30日止。同年4月29日，他在伦敦体育场对阵西汉姆联的比赛中于伤停补时阶段入替加布里埃爾·熱蘇斯，得以首度亮相英超。在整个2017-18赛季，恩梅查共获得两次联赛出场机会；同时，他也代表俱乐部的U-23梯队在11场比赛中射入15球。
在2018年夏歇期，恩梅查得以跟随曼城前往美国参加热身赛性质的国际冠军杯。期间于2018年7月29日，他在以3比2击败拜仁慕尼黑的比赛中射入1球，是其代表一线队的首个入球。然而当新赛季开始后，恩梅查却被租借至英冠球队普雷斯顿效力。在那里，他以前锋或翼锋身份出场41次（24次首发），射入4球。
2019年8月3日，恩梅查又租借加盟德甲球队沃尔夫斯堡，为期一个赛季。但在德甲的冬歇期，这位已代表沃尔夫斯堡参加了12场比赛的前锋便被提前召回英格兰，并自2020年1月3日转租至另一支英冠球队米德尔斯堡。在米德尔斯堡的赛季后半程，恩梅查以前锋身份完成了11次联赛出场，但其中仅4次首发，且未能直接参与任何入球——时任主教练乔纳森·伍德盖特更偏爱使用艾殊利·費查和巴里特·阿松巴隆加。最终，米德尔斯堡在季末名列第十七，仅足以保级。
在2020-21赛季，恩梅查租借加盟比甲球队皇家安德莱赫特。在那里，他遇到了曾在曼城效力的前队友、时任安德莱赫特主教练文森特·孔帕尼。2020年9月13日，恩梅查在安德莱赫特以2比0击败的比赛中射入代表新东家的首球；9月19日，他又在4比2战胜的比赛中梅开二度。在孔帕尼手下，这位前锋逐渐站稳主力位置，于31场比赛中（30次首发）射入14球。安德莱赫特最终以第三名的成绩晋级季后赛。恩梅查之后首发参加了全部6场季后赛，并射入4球。综观整个赛季，他合共射入18球，在联赛射手榜中名列第五。
至2021-22赛季，恩梅查以转会方式正式重返沃尔夫斯堡，并签订了一份期至2025年6月30日届满的四年合同。2021年8月21日，他在沃尔夫斯堡以2比1逆转战胜柏林赫塔的比赛中射入制胜球，也是个人德甲首球。

## 国家队生涯
由于自幼在英格兰长大，恩梅查起初是代表各级英格兰青年足球代表队效力。2014年10月，他在对阵马其顿的U-17欧锦赛预赛中为英格兰U-17代表队射入首球。三年后，恩梅查入选了参加2017年U-19欧锦赛的英格兰U-19代表队大名单。他在对阵捷克的半决赛中射入全场唯一进球，在对阵葡萄牙的决赛中又射入制胜球，从而帮助英格兰夺得19岁组别欧洲冠军。2018年5月18日，恩梅查接到主教练艾迪·布思罗伊德的征召，入选英格兰U-21代表队参加土伦锦标赛。6月9日，在2018年土伦锦标赛决赛中，恩梅查替补出场完成首秀，帮助英格兰击败墨西哥，实现卫冕。随后，恩梅查于2018年11月也曾代表英格兰U-20在对阵德国的比赛中射入1球。
2019年3月，恩梅查接到德国U-21国家队时任主教练斯特凡·昆茨的征召。在国际足联于短时间内完成转籍审批后，他得以于3月26日在伯恩茅斯以2比1战胜英格兰的友谊赛中首度代表德国参赛——这也是2019年歐洲U-21足球錦標賽之前的最后一场热身赛。恩梅查随后也入选了德国参加U-21欧锦赛的大名单。在这届赛事中，他共获得3次替补出场，而德国U-21也于决赛不敌西班牙。欧锦赛结束后，前锋盧卡·瓦爾德施密特和马尔科·里希特相继因年龄超限而离开德国U-21队，恩梅查遂成为主力球员。两年后，他在2021年欧洲U-21足球锦标赛预选赛的8场比赛中射入7球。进入决赛圈后，这位22岁的小将继续带领球队一路奏凯，并在1比0击败葡萄牙的决赛中射入制胜球而夺冠，他本人则以4球成为赛事最佳射手。
2021年11月，恩梅查首度被联邦主教练汉西·弗利克召入德国成年组国家队，以备战即将进行的2022年世界杯预选赛。

### 比赛风格
恩梅查最擅长的位置是中锋，但他也可在任意一侧司职翼锋。他以双脚技术均衡以及停球和临门一脚的能力而闻名。恩梅查表示他也喜欢利用速度去突破对手防线。

## 成就
团队
- 歐洲U-21足球錦標賽冠军：2021年（德国U-21）
- 歐洲U-19足球錦標賽冠军：2017年（英语：2017 UEFA European Under-19 Championship）（英格兰U-19）

个人
- 歐洲U-21足球錦標賽金靴奖：2021年[41]
- 歐洲U-21足球錦標賽最佳阵容：2021年[42]